# 南安市东田中学
南安市东田中学位于福建省南安市东田镇，校址位于山西村，与厦门仅一隧道相隔。

## 学校简介
东田中学创办于1990年10月，第一任校长是黄子敬，现仅开设初中部。
目前有在校学生950人，教职工69人；校园总面积54745平方米，其中建筑面积8775平方米。校门“东田中学”由著名的叶飞将军题字。

## 历任校长
- 黄子敬
- 林万场

## 学校荣誉
- 南安市文明学校
- 南安市平安校园
- 泉州市文明礼仪教育示范校